# Albizia amara
Albizia amara là một loài thực vật có hoa trong họ Đậu. Loài này được (Roxb.) B.Boivin miêu tả khoa học đầu tiên.

## Hình ảnh

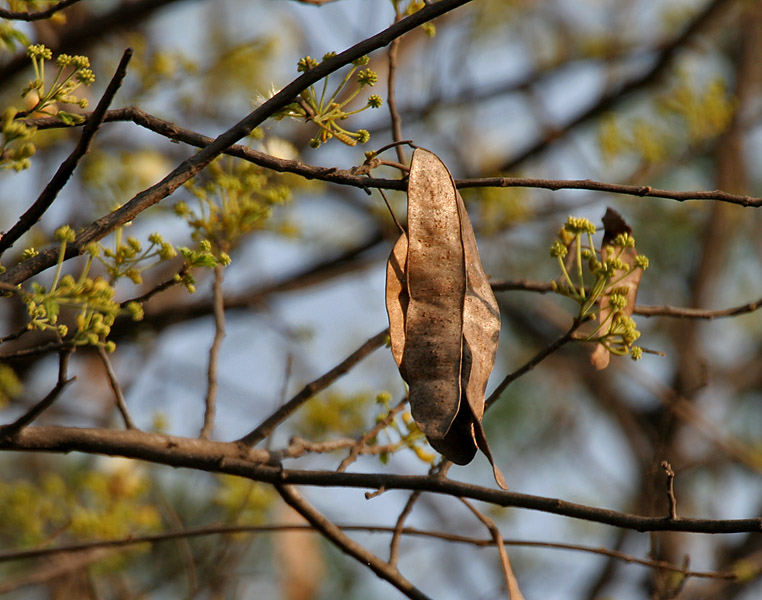
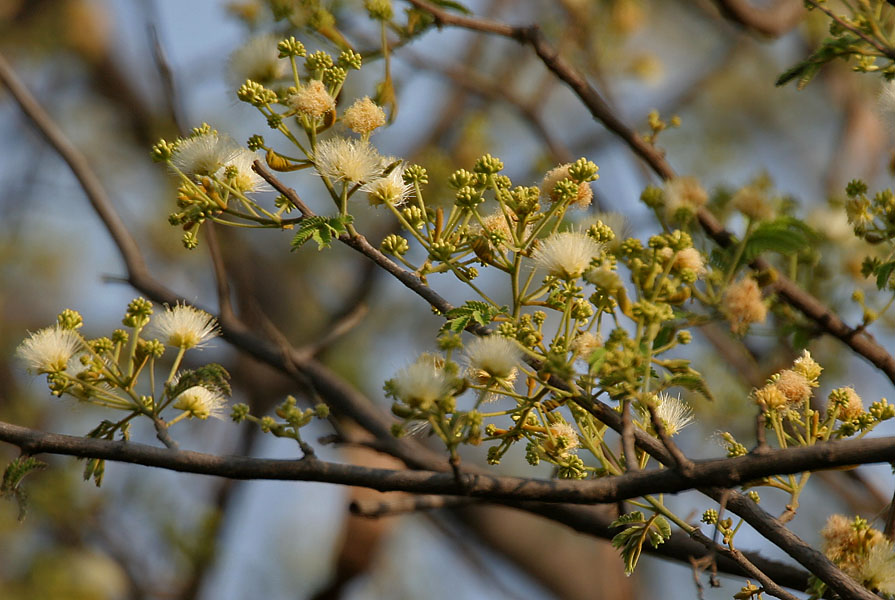
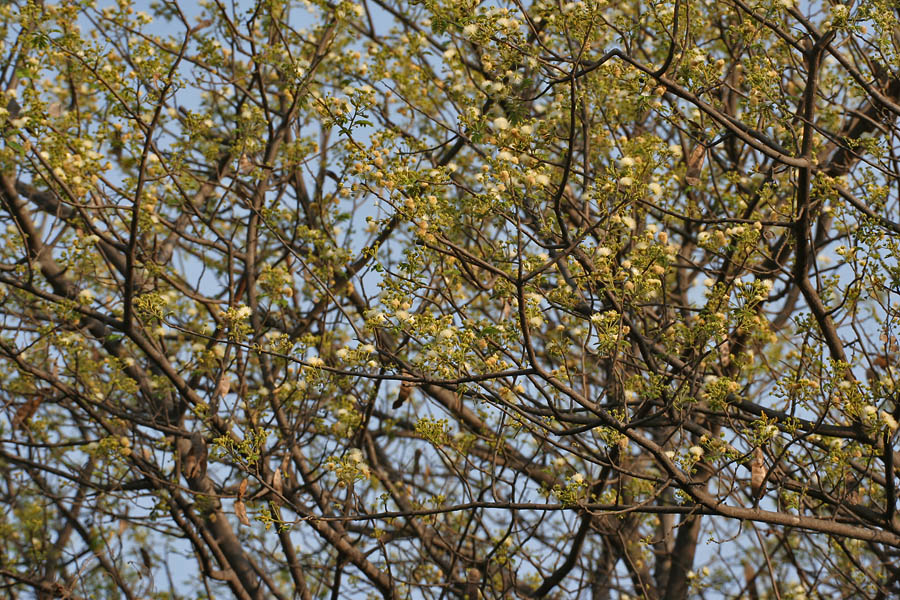
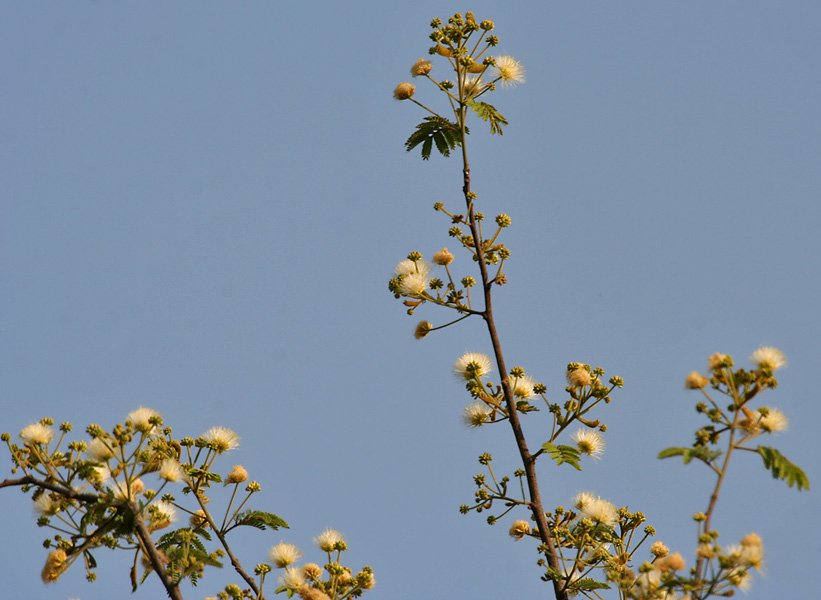